# Goéland d'Olrog
Larus atlanticus
Espèce
Statut de conservation UICN

 NT  : Quasi menacé
Le Goéland d'Olrog (Larus atlanticus) est une espèce d'oiseaux de mer de la famille des laridés. C'est une espèce surtout côtière des rivages atlantiques de l'Amérique du Sud.

## Alimentation
Durant la saison de reproduction le goéland d'Olrog est dépendant de 3 espèces de crabes : Chasmagnathus granulata, Cyrtograpsus altimanus et Cyrtograpsus angulatus. Il se nourrit également de crabes durant l'hiver mais est alors plus opportuniste et se nourrit aussi de mollusques, d'escargots, de petits poissons, d'insectes, de grains et de détritus.